# Teoría correspondentista de la verdad
La teoría correspondentista de la verdad, o teoría de la verdad como correspondencia, establece que la verdad o falsedad de una proposición está determinada únicamente por la forma en que se relaciona con el mundo, y si describe con exactitud (se corresponde con) el mundo. Según esta teoría, la verdad consiste en una relación de adecuación o concordancia entre el entendimiento que conoce y lo real, junto con la expresión de un lenguaje (lenguaje «apofántico» que llamaba Aristóteles), lenguaje propio de la ciencia, que expresa la verdad del conocimiento. No obstante en la actualidad, la no aceptación de un conocimiento metafísico de lo real, hace que esta teoría se considere referente a una oración o expresión lingüística que es verdadera cuando lo que dice es el caso.
La teoría de la verdad como correspondencia es quizás la teoría de la verdad más extendida. La idea general se remonta por lo menos a algunos de los filósofos griegos clásicos, tales como Sócrates, Platón y Aristóteles. Según la versión tomista de la adecuación, es el intelecto el que debe adecuarse a la realidad (asimetría adecuacionista): debemos pensar las cosas conforme a lo que son. Así, la proposición «llueve» será verdadera si, efectivamente, llueve en el momento en que se profiere; la proposición «Dios existe» será verdadera si Dios existe, etc. La teoría experimentó un resurgimiento a principios del siglo XX como reacción a la teoría coherentista de la verdad que sostiene que la verdad o falsedad de una proposición está determinada por su relación con otras proposiciones en lugar de su relación con el mundo. Por contraste, las teorías correspondentistas intentan establecer una relación entre los pensamientos o las proposiciones por un lado, y las cosas o los hechos por el otro. En su Tractatus logico-philosophicus, Ludwig Wittgenstein sostiene que el lenguaje —como serie de proposiciones lógicas— es una figura de la realidad.
Parece que quien en filosofía introdujo el término «adecuación» fue Guillermo de Alvernia. «Julián Marías puso de relieve cómo para el cardenal Nicolás de Cusa (cuya teoría sobre la verdad resulta tan afín a la suya) el conocimiento “se funda en la semejanza; grave afirmación, pues se va alterando la interpretación escolástica del conocimiento y de la verdad como adaequatio intellectus et rei: conocer no es ya apropiarse la cosa misma, sino algo semejante a ella”».Para Julián Marías, como para Ortega, la verdad es alétheia, «descubrimiento o iluminación».

## Variedades

### Correspondencia como congruencia
Bertrand Russell teorizó que para que una proposición sea verdadera debe poseer un isomorfismo estructural con el estado de los asuntos en el mundo, lo cual la hace verdadera. Por ejemplo, «El gato está sobre la alfombra» es verdadera si y solo si hay en el mundo un gato y una alfombra, y que el gato esté relacionado con la alfombra en virtud a estar sobre ella. Si falta cualquiera de las tres partes (el gato, la alfombra y la relación entre ellos la cual corresponde respectivamente al sujeto, el objeto y el verbo de la proposición) la proposición es falsa.

### Correspondencia como correlación
J. L. Austin teorizó que no hace falta que exista un paralelismo estructural entre una proposición verdadera y el estado de asuntos que la hace verdadera. Únicamente es necesario que la semántica del lenguaje en la cual está expresada la proposición sea tal que correlacione totalmente la proposición con el estado de asuntos. Para Austin una proposición falsa es aquella que está correlacionada por el lenguaje con un estado de asuntos que no existe.

## Relación con la ontología
Históricamente la mayor parte de los defensores de la correspondencia han sido realistas ontológicos; esto es, creen en la existencia de un mundo externo a la mente de los hombres, dioses, u otras reales o supuestas entidades pensantes. Esto contrasta con el idealismo metafísico, el cual sostiene que todo lo que existe es al final de cuentas simplemente una idea en una mente. Sin embargo, no es estrictamente necesario que una teoría de la correspondencia esté ligada al realismo ontológico. Por ejemplo, es posible sostener que los hechos del mundo determinan qué proposiciones son verdaderas y sostener asimismo que el mundo (y sus hechos) no son sino una colección de ideas en la mente de algún ser supremo.

## Críticas desfavorables
La problemática, en relación a la definición formal de verdad
| Para un lenguaje formal dado, construido mediante las operaciones comunes del cálculo de predicados de primer orden, que llamamos lenguaje objeto, y le asignamos un nivel de lenguaje L0: 'P' es verdadero si y solo si P. |
| --- |

,
que motiva la así llamada teoría correspondentista de la verdad puede apreciarse bien en el Tractatus Logico-Philosophicus del primer Wittgenstein:
Para ser capaz de decir “‘p’ es verdadero (o falso)”, debo haber determinado en qué circunstancias llamo a ‘p’ verdadero, y haciendo esto determino el sentido de la proposición.
El propio Tarski señalaba de pasada lo ambiguo e insatisfactorio de la concepción de la así llamada “teoría correspondentista de la verdad”:

Si queremos adaptarnos a la terminología filosófica moderna, quizá podríamos expresar esta concepción mediante la conocida fórmula:

“‘‘La verdad de una oración consiste en su adecuación (o correspondencia) con la realidad’’”
(Para una teoría de la verdad que tiene que basarse en la última formulación se ha sugerido el término "teoría de la correspondencia".)
Si, por otro lado, decidiéramos extender el uso popular del término "designar" y aplicarlo no sólo a los nombres, sino también a las oraciones, y si acordáramos hablar de las designaciones de las oraciones como "estados de hecho", podríamos utilizar posiblemente para el mismo propósito la siguiente frase:
“‘‘Una oración es verdadera si designa un estado de hecho existente’’”

Sin embargo, todas estas formulaciones pueden dar lugar a malentendidos, y ninguna de ellas es suficientemente clara y precisa (si bien hay que decir que esta objeción es menos achacable a la formulación original aristotélica que a cualquiera de las otras); de cualquier forma, ninguna de ellas constituye una definición satisfactoria de verdad.

Entre otras cosas, sucede, por ejemplo, que cuando afirmamos la verdad de una proposición P en un lenguaje objeto en virtud de su admitida "correspondencia con los hechos", estamos enunciando otra proposición P' en un metalenguaje que habla acerca de P, cuyo sentido es el de predicar la verdad de la proposición P, pero que ella misma, P', no se corresponde por su parte con ningún hecho o "estado de cosas" o con ninguna propiedad real de ninguna realidad física, luego P' no puede ser verdadera según los criterios de la misma teoría.
Así, aceptar una teoría de la verdad como correspondencia para juzgar exclusivamente la verdad o no de las proposiciones de un cierto lenguaje científico objeto, en el mejor de los casos, implica tener que estar dispuestos a conceder que no podemos usar dicha teoría para juzgar la verdad de las afirmaciones metalingüísticas (como la proposición P' del ejemplo anterior) que aceptemos como verdaderas en virtud de dicha teoría. Dicho con otras palabras, dicha teoría no ofrece un criterio objetivo para juzgar y verificar su propia verdad, si bien sí para juzgar y verificar la verdad de las proposiciones de un lenguaje científico objeto.
Por otra parte, por influencia de la teoría correspondentista de la verdad de Wittgenstein en el Tractatus Logico-Philosophicus, Bertrand Russell señaló en su conferencia de 1923 titulada Vaguedad que, debido a la vaguedad de los enunciados (incluso los científicos), no hay un único hecho o "estado de cosas" que nos confirmaría la verdad de una proposición fáctica, sino que una misma proposición de hecho puede ser hecha verdadera por múltiples hechos o estados de cosas diferentes entre sí, de tal manera que la supuesta correspondencia entre hechos atómicos y proposiciones (véase atomismo lógico) no sería una correspondencia biunívoca (i.e., de uno a uno).